# Битка на Грамос
Битката на Грамос (на гръцки: Μάχη του Γράμμου) е част от решителното настъпление на правителствената армия на Гърция по фронта Вич - Грамос, укрепен от сили на Демократичната армия на Гърция. Разгромът на ДАГ в нея е решителен за края на Гръцката гражданска война.

## Сражение
След като правителствената армия на Гърция отблъсква към Албания силите на ДАГ в битката на Вич планина на 16 август 1949 година започва настъпление и към Грамос - третата част на Операция „Пирсос“. 6000 от бойците на ДАГ се прехвърлят от Албания на Грамос, където подсилват местните войски. Между 24 и 29 август се водят сражения, след което 18 000 бойци на ДАГ започват масовото си изтегляне към Албания заедно с голяма част от местното цивилно население. След последната битка на връх Каменик приключва Гръцката гражданска война.

## Загуби
Според генерал Трасивулос Цакалотос загубите на правителствените войни възлизат на 14000 убити и ранени, а според генерал Димитриос Зафиропулос са 109 убити офицери, 287 ранени и 9 изчезнали, и 1123 загинали войници, 5285 ранени, 332 изчезнали или общо 6740 войници. По данни на печатния орган на Генералния щаб на ДАГ „Димократикос Стратос“ правителствените войски губят 5125 убити войници, 16 000 ранени, 439 заловени и 1298 дезертьори.
Жертвите на ДАГ възлизат на 3128 убити бойци, 590 са пленени, 1600 се предават и са ранени 4500.